# 桐山隆
桐山 隆（きりやま たかし、1962年7月26日 - ）は、大阪府出身のフリーアナウンサーである。

## 来歴
京都府立洛水高等学校（同校開校時に入学した1期生。そのため上の学年の生徒は当時存在していなかった）、関西学院大学卒業後、1986年3月南日本放送入社。1997年6月に退社、フリーアナウンサーへ転向した。
フリー転向後に担当しているのは多くはプロ野球阪神戦の実況で、サンテレビの『サンテレビボックス席』とCS向けに放送されている『Tigers-ai』の実況を担当している。また、阪神対巨人戦、またはセ・パ交流戦のオリックス対巨人戦が近畿地方で行われる日には、不定期でラジオ関西の『ラジオ日本ジャイアンツナイター』や『ラジオ関西ジャイアンツナイター』でベンチリポーターを務めることもあった。他はサッカーのサンフレッチェ広島F.C戦中継など、近畿地方と中国・四国地方で行われる試合のスカパー!実況も担当していた。その一方で、ラジオ大阪が『ニュース・パレード』（文化放送制作のNRN全国ニュース）向けに大阪府・奈良県内を取材する場合には、リポーターとして出演している。